# Хенераль-Родригес (муниципалитет)
Муниципалитет Хенераль-Родригес  (исп. Partido de General Rodríguez) — муниципалитет в Аргентине в составе провинции Буэнос-Айрес.
Территория — 360 км². Население — 87185 человек. Плотность населения — 242,22 чел./км².
Административный центр — Хенераль-Родригес.

## География
Департамент расположен на северо-востоке провинции Буэнос-Айрес.
Департамент граничит:
- на севере — с муниципалитетом Пилар
- на востоке — с муниципалитетом Морено
- на юге — с муниципалитетом Маркос-Пас
- на юго-западе — с муниципалитетом Хенераль-Лас-Эрас
- на западе — с муниципалитетом Лухан

## Важнейшие населенные пункты[2]
| № | Населённый пункт                      | Населённый пункт (исп.)                  | Категория | Население чел. (2010) | На карте                        |
| - | ------------------------------------- | ---------------------------------------- | --------- | --------------------- | ------------------------------- |
| 1 | Хенераль-Родригес                     | General Rodríguez                        | город     | 85315                 | 34°36′29″ ю. ш. 58°57′04″ з. д. |
| 2 | Контри-Клуб-Боске-Реаль-Баррио-Морабо | Country Club Bosque Real - Barrio Morabo | поселок   | 702                   | 34°33′27″ ю. ш. 58°56′09″ з. д. |
| 3 | Баррио-Рута 24-Километро 10           | Barrio Ruta 24 Kilómetro 10              | поселок   | 283                   | 34°41′05″ ю. ш. 58°57′27″ з. д. |